# 川島町桑村
川島町桑村（かわしまちょうくわむら）は、徳島県吉野川市の大字。郵便番号は〒779-3303。

## 地理

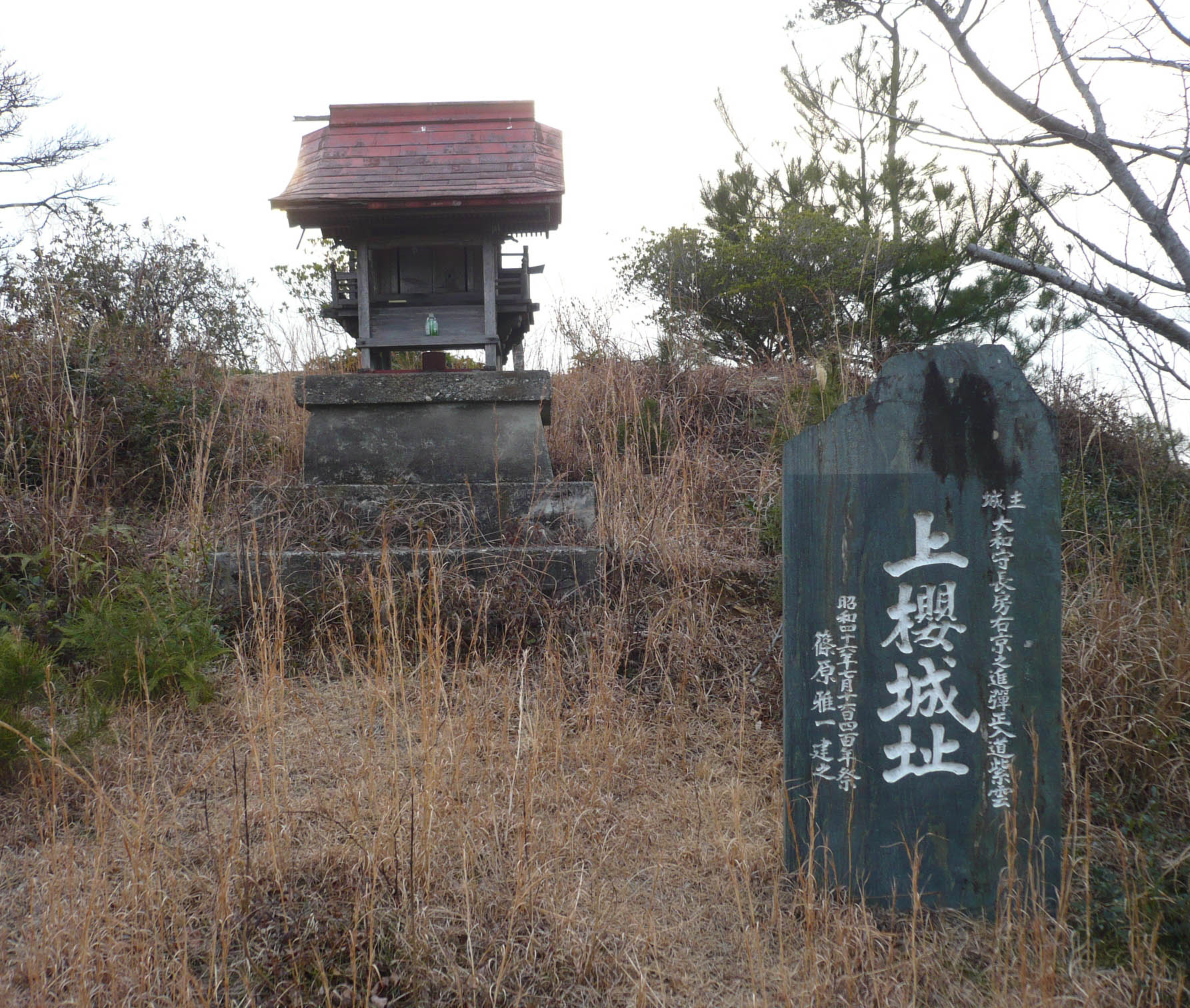
上桜城址

吉野川市の北部に位置。東は川島町山田と一部は鴨島町粟島、南は標高約400mの山の稜線を境に美郷、西は川島町学及び川島町児島、北は阿波市に接する。

### 河川
- 吉野川
- 桑村川

### 小字
- 伊賀々志
- 三軒屋

## 歴史
- 2004年（平成16年）10月1日 - 麻植郡川島町が鴨島町・山川町・美郷村と合併して吉野川市となり、現在の町名となる。

## 施設
- 徳島県立川島中学校・高等学校
- 吉野川市立川島小学校
- 吉野川市立川島図書館
- 上桜城
- 上桜公園（大正池）
- 伊加加志神社
- 堀割峠（チェリーロードライン）

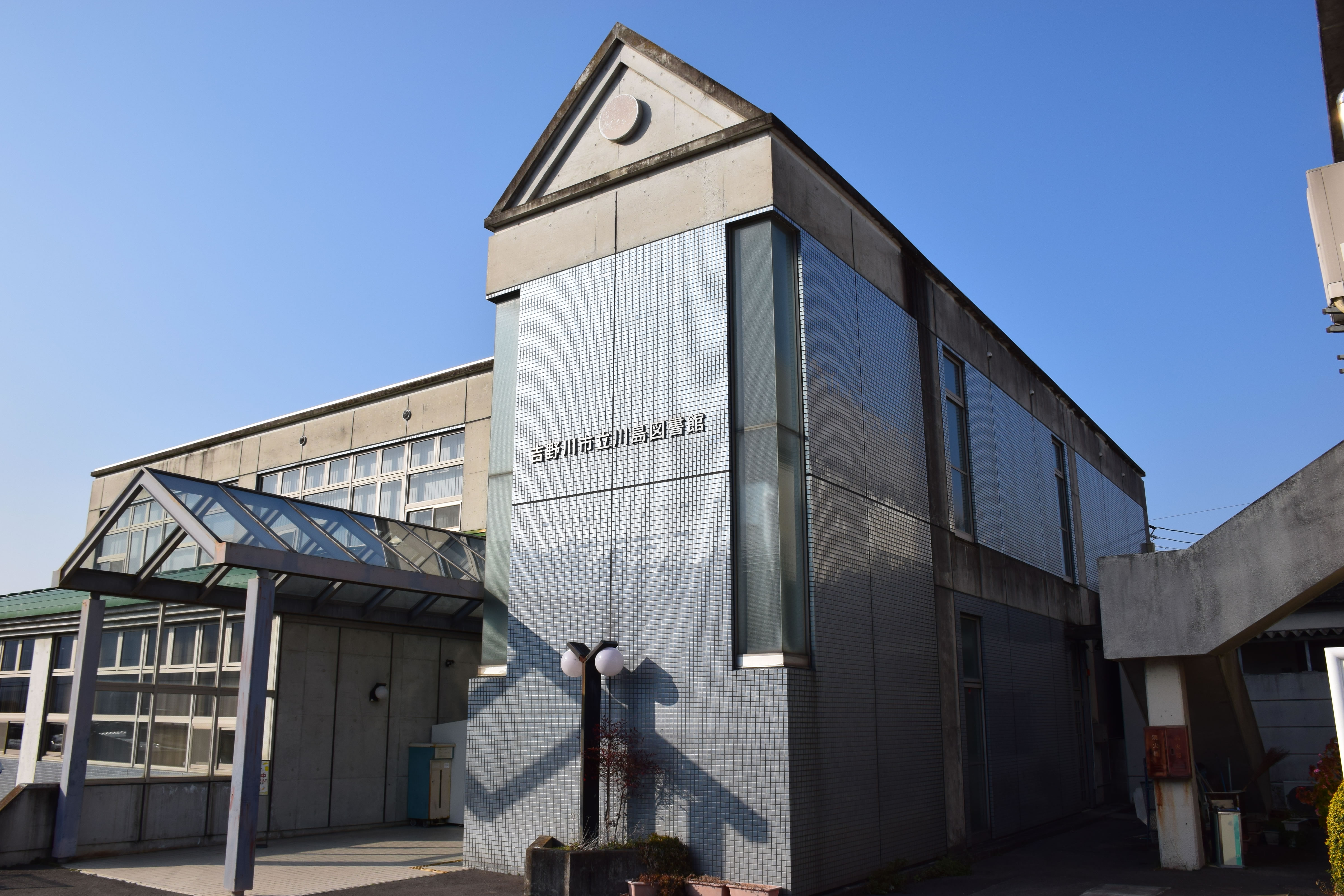
吉野川市立川島図書館

- 聖地エル・カンターレ生誕館 - 幸福の科学の別格本山。

## 交通

### 道路
国道
- 国道192号

都道府県道
- 徳島県道43号神山川島線
- 徳島県道122号板野川島線
- 徳島県道156号阿波川島停車場線
- 徳島県道237号切幡川島線
- 徳島県道238号川島西麻植停車場線
- 徳島県道242号植桜鴨島線
- 徳島県道244号山川川島線

## 出身人物
- 大川隆法（宗教家） - 幸福の科学創設者。
- 富山誠 - 宗教家、大川隆法の兄